# Bandza
Bandza – wieś w Gruzji, w regionie Megrelia-Górna Swanetia, w gminie Martwili. W 2014 roku liczyła 1099 mieszkańców.